# Лян Веньфен
Лян Веньфен (1985 р.н.) — китайський підприємець і бізнесмен, який є співзасновником кількісного хедж-фонду High-Flyer, а також засновником і генеральним директором його фірми зі штучного інтелекту DeepSeek.

## Молодість і освіта
Лян народився в 1985 році в Чжаньцзяні, Гуандун. Обоє його батьків були вчителями початкової школи.
Отримавши освіту в Чжецзянському університеті, Лян отримав ступінь бакалавра інженерії в галузі електронної інформаційної інженерії в 2007 році та ступінь магістра інженерії в галузі інформаційно-комунікаційної інженерії в 2010 році. Його магістерська дисертація мала назву «Дослідження алгоритму відстеження цілі на основі недорогої камери PTZ» (基于低成本PTZ摄像机的目标跟踪算法研究), консультував професор Сян Чжію (项志宇).

## Кар'єра
У 2008 році Лян зі своїми однокласниками створив команду для збору даних, пов'язаних з фінансовими ринками. Він також очолив команду для вивчення квантової торгівлі за допомогою машинного навчання та інших технологій. Це було під час піку фінансової кризи 2007—2008 років.
Після закінчення навчання Лян переїхав у дешеву квартиру в Ченду, провінція Сичуань, де експериментував зі способами застосування ШІ в різних сферах. Ці починання провалилися, поки він не спробував застосувати штучний інтелект до фінансів.
У 2013 році Лян спробував інтегрувати штучний інтелект із квантовою торгівлею та заснував компанію Hangzhou Yakebi Investment Management Co Ltd (杭州雅克比投资管理有限公司) разом із Сюй Цзінем, випускником Чжецзянського університету. У 2015 році вони заснували Hangzhou Huanfang Technology Co Ltd (杭州幻方科技有限公司), яка сьогодні є Zhejiang Jiuzhang Asset Management Co Ltd (浙江九章资产管理有限公司).
У 2019 році Лян заснував компанію High-Flyer AI, яка була присвячена дослідженню алгоритмів штучного інтелекту та його основних застосувань. На той час у High-Flyer їх було понад 10 мільярдів юанів в активах під управлінням.
Протягом 2021 року Лян почав купувати тисячі графічних процесорів Nvidia для свого побічного проекту штучного інтелекту під час запуску High-Flyer. Деякі інсайдери сприйняли це як ексцентричні дії мільярдера, який шукає нове хобі. Один із ділових партнерів Ляна сказав, що спочатку вони не сприйняли Лянга серйозно, і описав свою першу зустріч як побачення з дуже ботанним хлопцем із жахливою зачіскою, який не міг сформулювати своє бачення. Лян просто сказав, що хоче щось побудувати, і це змінить правила гри, що, на думку його ділових партнерів, можливо лише за допомогою таких гігантів, як ByteDance і Alibaba Group.
У травні 2023 року Лян оголосив, що High-Flyer продовжить розробку загального штучного інтелекту, і запустив DeepSeek. Протягом того місяця в інтерв'ю 36Kr Лян заявив, що High-Flyer придбала 10 000 графічних процесорів Nvidia A100 до того, як уряд США наклав обмеження на чіпи ШІ для Китаю. Це заклало основу для роботи DeepSeek як розробника LLM. Він також заявив, що DeepSeek отримує фінансування від High-Flyer. Це сталося через те, що на момент заснування DeepSeek компанії венчурного капіталу неохоче надавали фінансування, оскільки було малоймовірно, що вони зможуть зробити вихід за короткий проміжок часу. Оскільки мета була довгостроковою, DeepSeek шукав співробітників, які мали здібності та пристрасть, а не досвід.
20 січня 2025 року DeepSeek випустив R1, модель штучного інтелекту з відкритим вихідним кодом із 671 мільярдом параметрів, разом із публікацією детального технічного документа, що пояснює її архітектуру та методологію навчання. Ця модель була створена з використанням лише 2048 графічних процесорів Nvidia H800 за ціною 5,6 мільйона доларів США, демонструючи ресурсоефективний підхід, який різко контрастував із мільярдними бюджетами західних конкурентів. До 27 січня DeepSeek перевершив ChatGPT і став безкоштовним додатком № 1 у американському iOS App Store. Американські акції в галузі ШІ різко впали, на тлі паніки навколо DeepSeek.
Його успіх у боротьбі з гегемонією США в секторі ШІ приніс йому звання національного героя Китаю і забезпечив йому аудієнцію у прем'єр-міністра країни Лі Цяна. Лян Веньфен, єдиний керівник сфери штучного інтелекту, що був присутній у 20 січня 2025 на зустрічі провідних підприємців Китаю з вищими посадовими особами КНР.